# アルル
アルル（フランス語: Arles、オック語プロヴァンサル方言: Arle）は、南フランスのプロヴァンス地方にあるコミューン。同国内最大面積を持つ。住民の呼称はアルレジャン（Arlésiens）と呼ばれ、フィンセント・ファン・ゴッホの絵画などの題名に用いられている『アルルの女（l'Arlésienne）』はこの女性単数形である。

## 地理・気候
アルルは、ローヌ川の分岐点に位置し、カマルグの大部分を含む（カマルグの残りはサント＝マリー＝ド＝ラ＝メールに含まれる）。フランスの市町村（コミューン）では最大の面積を持ち、テリトワール＝ド＝ベルフォール県などよりも広い。
アルルは地中海性気候で、暑く乾燥した長い夏、穏やかな冬という対照的な季節があり、日照時間は長いが降水量が安定しない。

## 歴史

### ローマ都市アルル
アルルは紀元前6世紀頃ギリシア人によって"Theline"の名前で創設された。紀元前535年にケルト人のSalluviiによって占領された。彼は街の名前を "アレラーテ（Arelate）"（「湖（池、潟）の近く」の意味）に変更した。ローマ人は紀元前123年に街を占領した。地中海に繋がる運河を紀元前104年に建設し、街を拡張して重要な都市とした。しかし同じく海岸沿いのマッサリア（現在のマルセイユ）の影に隠れて、もがくことになった。チャンスはやってきた。カエサルがポンペイウスと対峙した時、アルルはカエサルの側に付き、軍隊を派遣した。一方、マッサリアはポンペイウスを支援していた。カエサルの勝利が決定的になると、マッサリアはその所有物を取り上げられ、報償としてアルルに引き継がれた。街はアルルに拠点のあったローマ軍の第6軍団フェッラタの退役軍人のための植民市として正式に設立した。植民市としての正式な肩書きは"コロニア・ユリア・パーテルナ・アレラテンシス・セクタンノールム（Colonia Iulia Paterna Arelatensium Sextanorum）"で、英語にすると"the ancestral Julian colony of Arles of the soldiers of the Sixth"「第6軍団の先祖伝来のアルルのユリウス植民地」であった。

### 重要性
アレラーテはローマ帝国の属州であったガリア・ナルボネンシスの非常に重要な都市であった。99エーカー (400,000 m2)程の土地を有し、円形闘技場、凱旋門、キルクス、劇場、円環状の市壁など、豊富で幅広い記念物を所有していた。現在のアルルの街よりも海に近く、主要港としても機能した。ローヌ川の最も南側にかかる橋もあった。このローマ橋は固定されているわけではなく、平底船型の橋として使用されていた。両端には塔と跳ね橋が付いていた。ボートは錨がおろされ、ちょうど少し上流に建てられた2つの塔に繋がれる形で、安全が保たれていた。この一般的でない設計は、頻繁に起こる激しい川の洪水に対処するためであった。現在は同じ場所により近代的な橋がかけられ、ローマ橋は全く残っていない。
4-5世紀の間、軍事遠征の際の、ローマ皇帝のための本部として頻繁に使用され、街の影響力はピークをむかえた。395年、西ローマ帝国の西部（ガリアにヒスパニアとアルモリカを加えた場所）を統治する、ガリアのプラエトリアニの本拠地となった。
街は、皇帝コンスタンティヌス1世のお気に入りとなり、彼はここにローマ浴場を建設した。現在もその大部分は残っている。彼の息子のコンスタンティヌス2世は、この街で生まれた。コンスタンティヌス3世は、ここで西ローマ帝国の西部の皇帝になることを宣言し、408年にここを都とした。
帝国末期には、街は文化的と宗教的な中心地となった。懐疑論の哲学者であるファウォリヌスはここで生まれた。街はローマカトリック教会にとっても鍵となる位置にあり、ガリアのキリスト教化の重要な基地となった。街の主教職は一連のすぐれた聖職者たちによって支えられた。225年頃のトロフィムスに始まり、アルルの聖ホノラトゥス（Saint Honoré）、5世紀前半のアルルの聖ヒラリウス（Saint Hilary）と引き継がれた。

### 中世
アルルは、8世紀にこの地域を支配したイスラム教徒のサラセン人や、フランク人の侵入によって大きく影響を受けた。855年フランク人の都アルル王国が造られた。この王国はブルグント王国やプロヴァンスの一部も含んでいたが、頻繁にサラセン人やヴァイキングの侵略者のテロ攻撃を受けた。
888年オーセル伯のロドルフが上ブルグント王国を設立した。この王国はスイス西部も含んでいた。
933年アルル伯ユーグは王国をブルグント王ロドルフ2世に与えた。ロドルフ2世は二つの王国を、新設したアルル王国に併合した。1032年ロドルフ3世が亡くなり、王国は神聖ローマ皇帝コンラート2世に継承された。

### 近代
アルルはローヌ地方の主要な港として、経済的に長い間影響力を残した。19世紀の鉄道の開通が、最終的に水運による貿易を壊滅させてしまい、街をある種の僻地にしてしまった。
しかしこのことで、画家フィンセント・ファン・ゴッホにとってこの街が魅力的な目的地となった。彼は1888年2月21日に街に到着した。彼はその景観に魅了され、アルル時代に300以上の絵画や描画を制作した。『夜のカフェ』、『ファンゴッホの寝室』、『ローヌ川の星月夜』、『アルルの女』を含む彼の有名な絵画の多くはこの地で完成した。ポール・ゴーギャンは、アルルにいたゴッホを訪ねたが、ゴッホの精神状態が悪化しており、憂慮すべきほどに異様であり、1888年12月には悪名の高い耳の切り落とし事件を起こすに至った。ゴッホと関係のあったアルルの人たちは、翌年2月にゴッホを幽閉することを要求した陳情を人々に広めた。1889年5月、彼は気を利かせ、アルルを離れてサン＝レミ＝ド＝プロヴァンス近郊の精神病院に入院した。
また、ゴッホの絵画作品と同名で、ジョルジュ・ビゼーが作曲した劇付随音楽（または「組曲」）『アルルの女』も有名である。

## 人口統計
| 1962年 | 1968年 | 1975年 | 1982年 | 1990年 | 1999年 | 2006年 | 2011年 |
| ------ | ------ | ------ | ------ | ------ | ------ | ------ | ------ |
| 41 932 | 45 774 | 50 059 | 50 500 | 52 058 | 50 426 | 51 970 | 52 510 |

参照元:1999年までEHESS、2004年以降INSEE

## 交通
フランス国鉄のアルル駅が市内北部に位置する。
市内は路線バスが張り巡らされ、観光用としても機能している。

## 観光

### 世界遺産
「アルルのローマ遺跡とロマネスク様式建造物群」として、市内に残る以下の古代から中世にかけての建造物が、1981年に世界遺産に登録された。

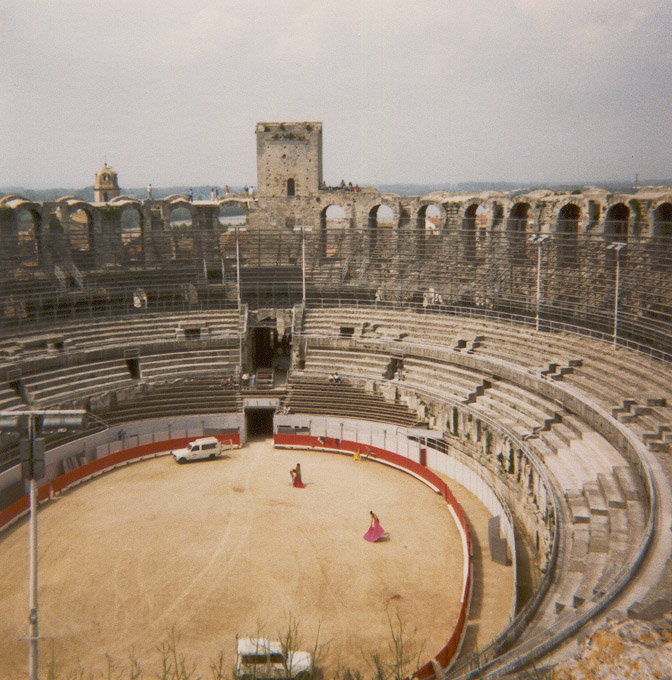
円形闘技場
- 古代劇場
- 地下回廊とフォルム
- コンスタンティヌスの公衆浴場
- ローマの城壁
- アリスカン
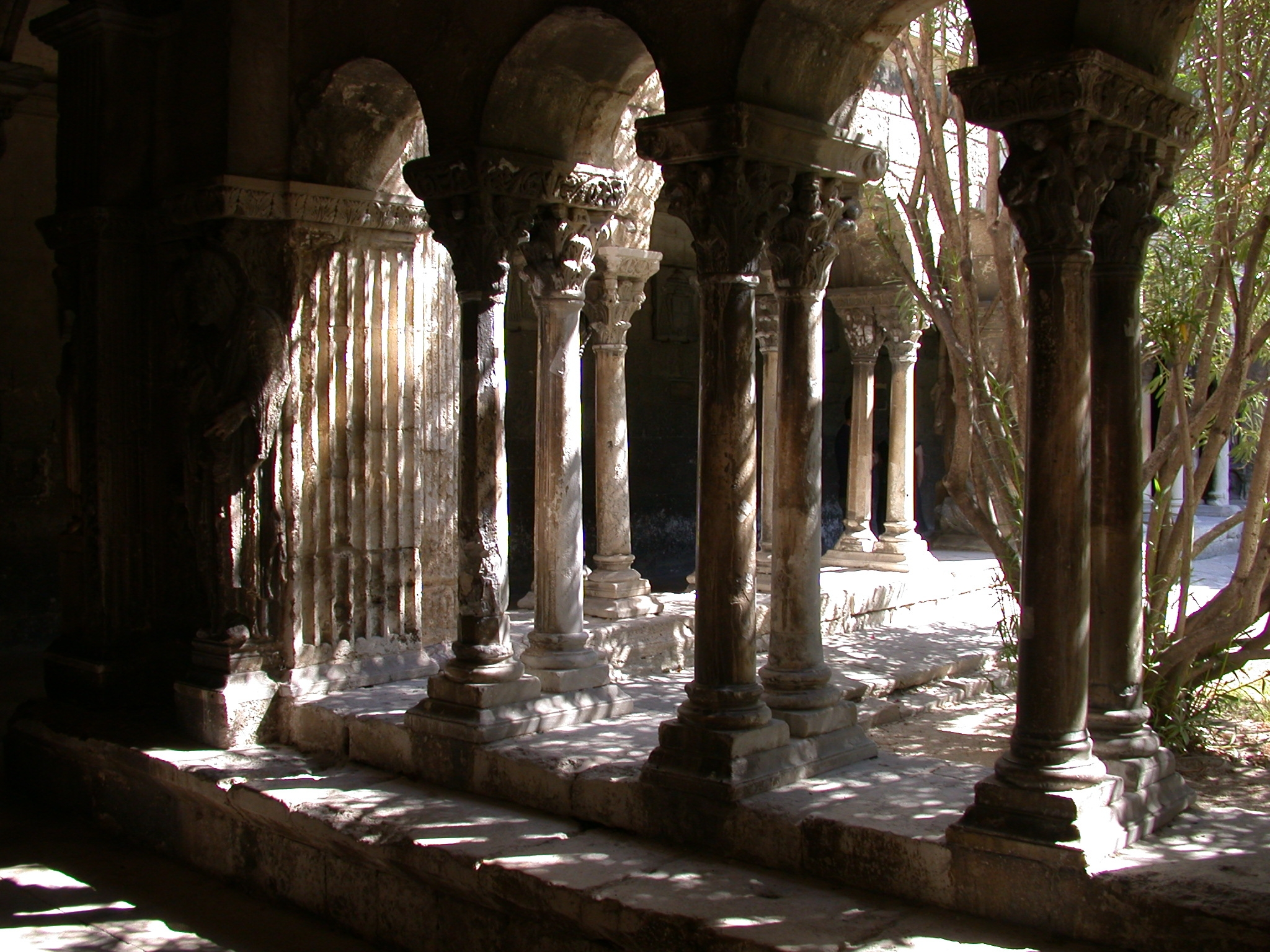
サン＝トロフィーム教会
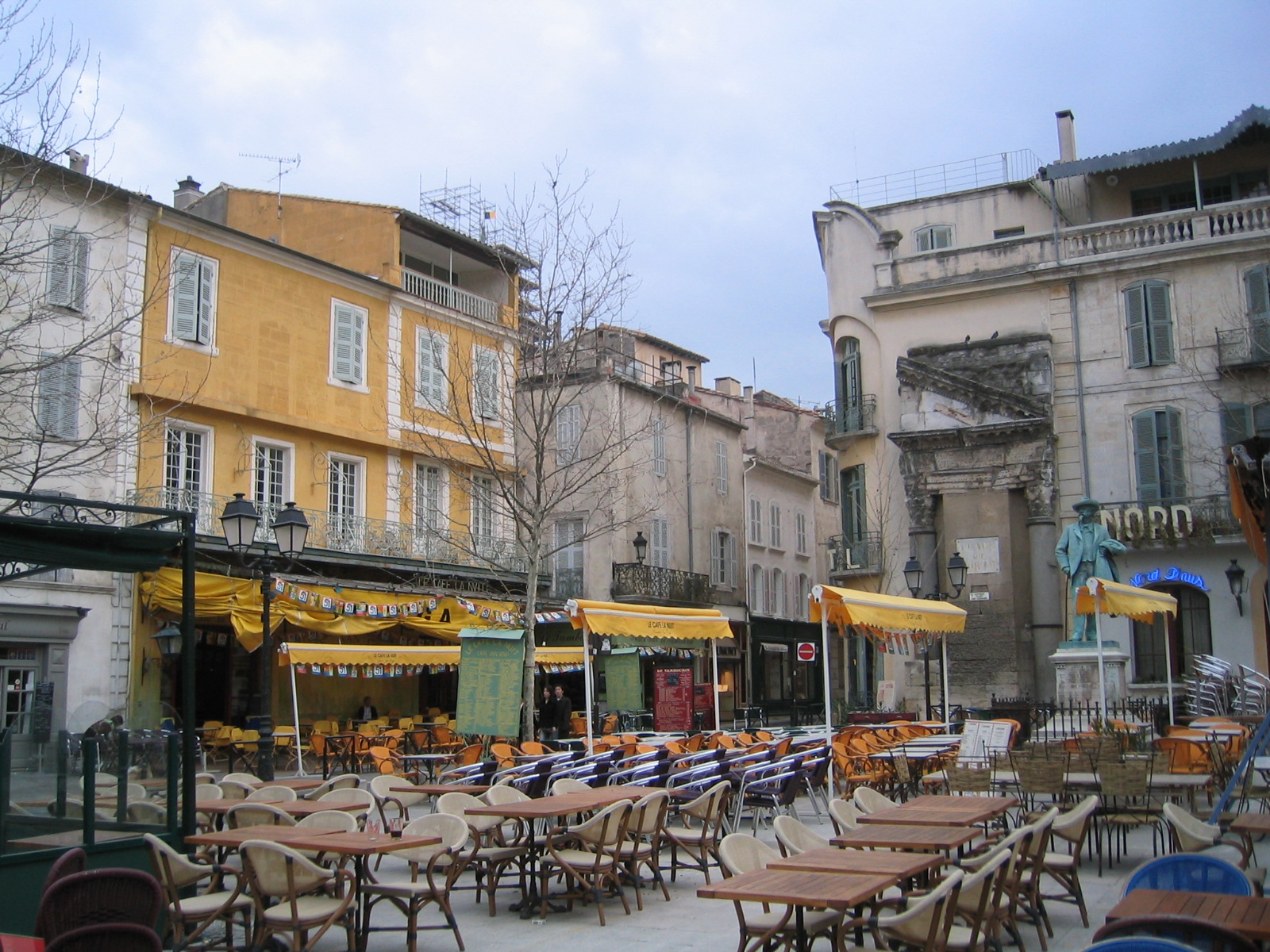
小集会場（アルラタン博物館内）

- 円形闘技場
- サン＝トロフィーム教会の回廊
- 広場

### ゴッホの絵画のモデルとなった場所
- 『夜のカフェテラス』のモデルとなったカフェ
- 『アルルの跳ね橋（ラングロワ橋）』を再現した跳ね橋

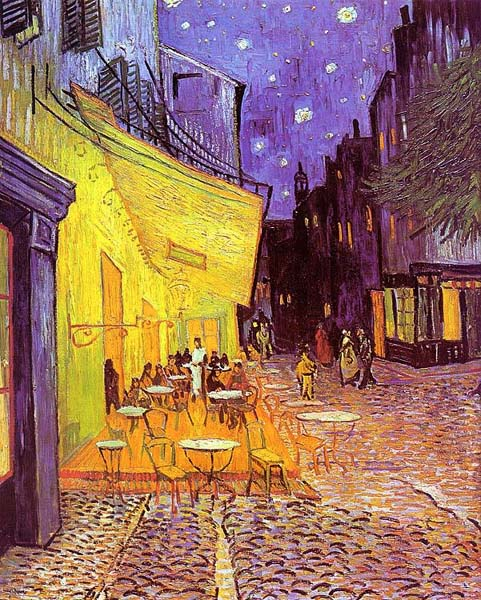
ゴッホ『夜のカフェテラス』（1888年）
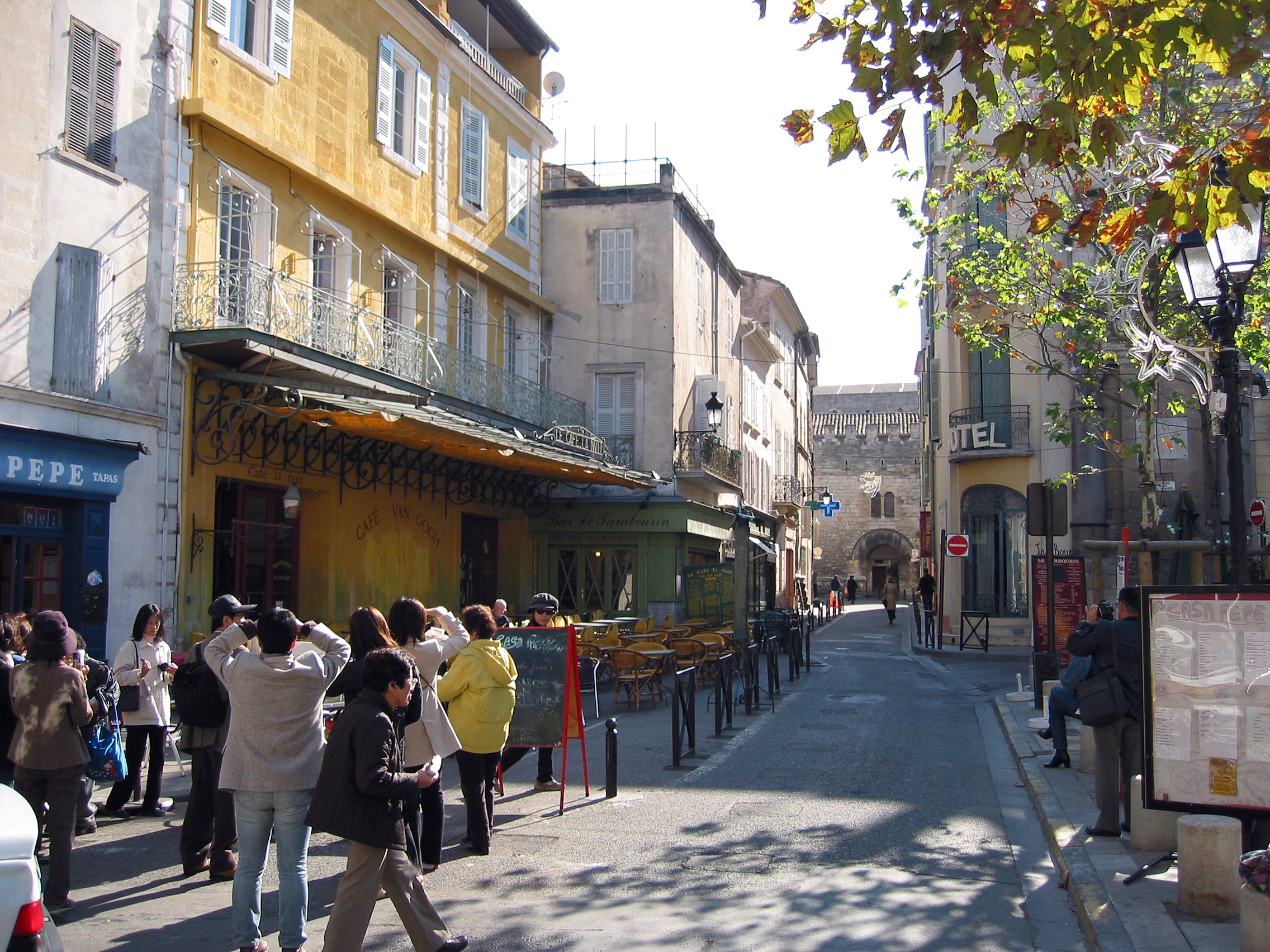
モデルとなったカフェテラス。
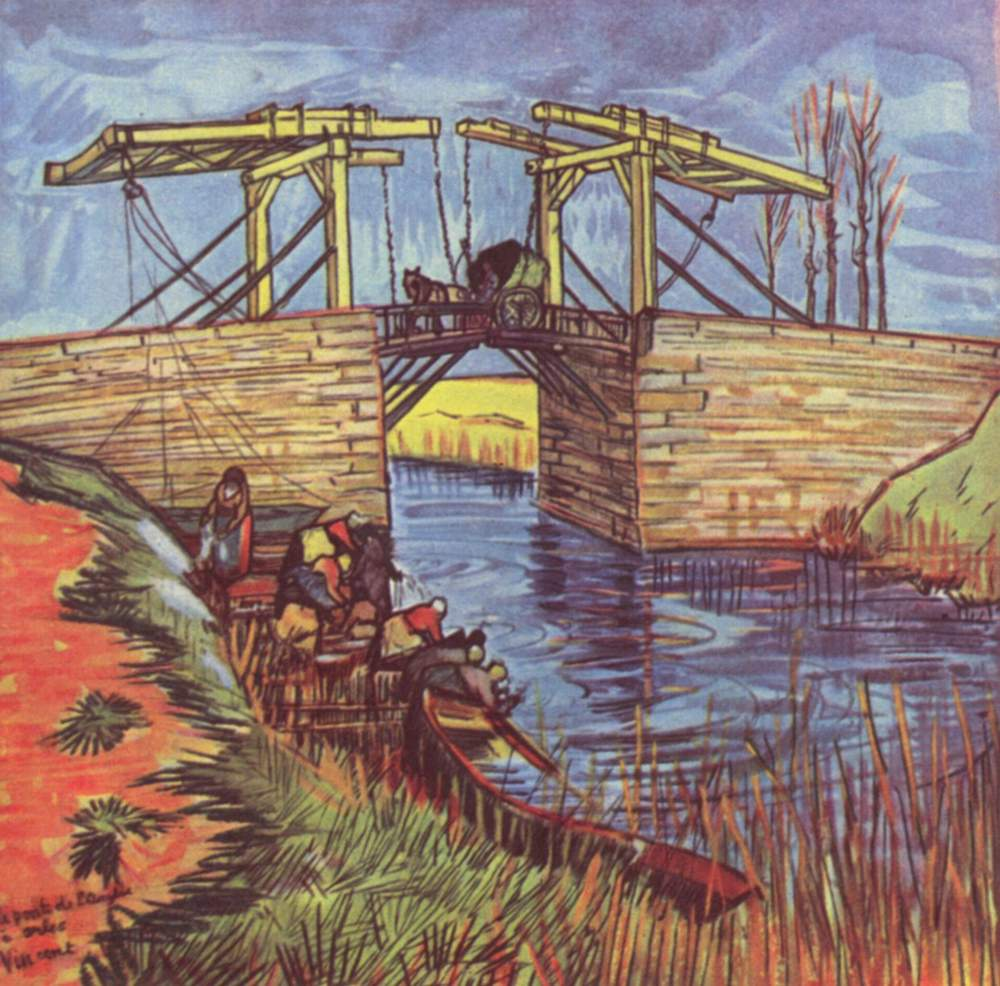
ゴッホ『アルルの跳ね橋』（1888年）
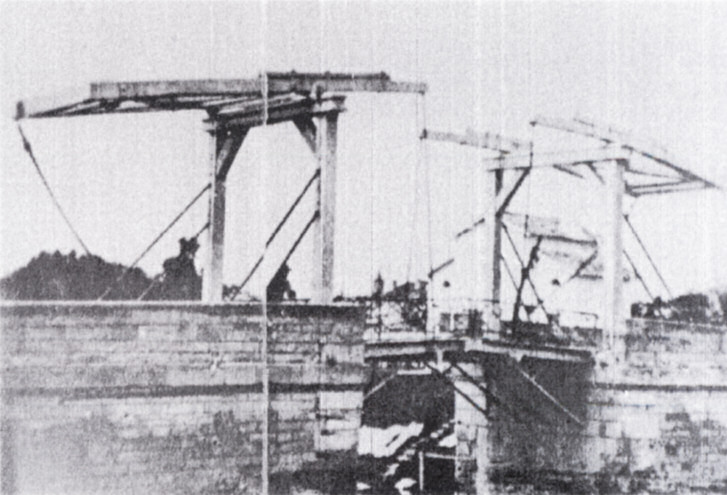
1902年当時のラングロワ橋。現存しない。

### その他の観光名所
- アルル・古代プロヴァンス博物館（Musée de l'Arles et de la Provence antiques） - アンリ・シリアニ設計
- ポルタイユ
- 市役所
- 古代美術館
- キリスト教美術館
- アルラタン博物館
- レアチュ美術館
- 古棺の小径
- サン・トノラ教会

## 関係者
出身者
- コンスタンティヌス2世 - ローマ皇帝
- コンスタンス・ダルル - フランス王ロベール2世王妃
- ジャンヌ・カルマン - 最も長生きした人物（122歳）
- クリスチャン・ラクロワ - ファッションデザイナー
- アンヌ＝マリー・ダヴィッド - 歌手 / ユーロビジョン・ソング・コンテスト1973の優勝者
- ファニー・ヴァレット - 女優
- ジブリル・シセ - サッカー選手
- ガエル・ギヴェ - サッカー選手
- セール・ギラシ - サッカー選手

居住その他ゆかりある人物
- マクシミアヌス - ローマ皇帝
- フィンセント・ファン・ゴッホ - 画家
- フレデリック・ミストラル - 詩人、ノーベル文学賞受賞者。アルルにアルラタン博物館を設けた。
- クロード・マックス・ロシュ - 画家

## 姉妹都市
- プスコフ（ロシア）
- フルダ（ドイツ）
- ヨーク（アメリカペンシルベニア州）
- Cubelles（スペイン）
- ヘレス・デ・ラ・フロンテーラ（スペイン）
- ヴェルチェッリ（イタリア）
- Sagné（モーリタニア）
- カリムノス（ギリシャ）
- Wisbech（イギリス）
- 周荘鎮（中国）